# Nicolas Chauvin
Nicolas Chauvin (phiên âm: Sô-Vanh), được cho là sinh ra tại Rochefort, Pháp, vào khoảng năm 1780, là một người lính phục vụ trong quân đội của Đệ Nhất Cộng hòa Pháp và sau đó Grande Armée của Napoléon Bonaparte. Từ tên của ông ta mà sinh ra từ Chủ nghĩa Sô vanh. Hiện vẫn chưa rõ, Nicolas Chauvin có thật hay chỉ là một nhân vật hư cấu.
Chauvin đã tham gia quân đội vào lúc 18 tuổi, tổng cộng bị thương 17 lần, đến mức bị tàn tật. Nhờ sự trung thành và cống hiến của mình, ông được chính Napoleon tặng cho một cây kiếm danh dự và số tiền hưu trí là 200 Francs.
Sau thời hậu Napoleon ở Pháp, tinh thần cống hiến của ông ta không những không được cảm phục, mà còn bị chế giễu trong những vở hài kịch, chẳng hạn như trong vở kịch La Cocarde tricolore (1831). 